# Bárány Donát
Bárány Donát (Debrecen, 2000. szeptember 4. –) magyar labdarúgó, jelenleg a Debreceni VSC játékosa.

## Pályafutása

### Klubcsapatokban
A csatár az Olasz Focisuliban kezdte a labdarúgást, majd 2018-ban a DVSC II-től került a városi egyetemi csapathoz.
2018-ban a DVSC második csapatában kezdte a profi pályafutását. A csapat a megyei I. osztályban játszott, ahol 16 mérkőzésen 35 gólt rúgott. A Debrecen nagy csapatában is bemutatkozott már a magyar kupában.
2019-ben a DEAC-hoz igazolt, ahol gólkirály lett 20 találattal az NB III-ban, és a csapat feljutott a másodosztályba.
2020 nyarán az NB I-ből kiesett és jelentősen átalakuló Debrecenhez tért vissza, ahol profi szerződést írt alá.
2021 júliusában megszerezte első NB I-es gólját, miután a Debrecen visszatért az élvonalba és 4:1-re legyőzte a Honvédot a bajnokság első fordulójában.
2024. szeptember 14-én a magyar labdarúgókupa 3. fordulójában a Békéscsaba ellen 4–0-ra megnyert mérkőzésen mesterhármast ért el. December 5-én a Ferencváros elleni hazai bajnoki mérkőzésen 17 perc alatt 3 gólt szerzett, a DVSC 5−4-re győzött.
2025. április 5-én a DVTK ellen 4–1-re megnyert bajnoki mérkőzésen mesterhármast ért el.

### A válogatottban
2021 márciusában Gera Zoltán szövetségi kapitány nevezte őt a 2021-es U21-es labdarúgó-Európa-bajnokságon szereplő magyar válogatott keretébe.

## Elismerései
- Zilahi-díj: 2025[12]